# 狐尾峰
狐尾峰（英語：Foxtail Peak），是南極洲的山峰，位於南喬治亞群島，處於卡利塔灣以西4公里的紐梅耶冰川北岸，由瑞典探險隊繪入地圖，由英國海外領土管轄。